# جيمس مورتون
جيمس مورتون (بالإنجليزية: James Morton)‏ هو لاعب كرة قدم بريطاني (وحمل سابقاً جنسية المملكة المتحدة لبريطانيا العظمى وأيرلندا) في مركز الهجوم، ولد في 22 أغسطس 1885 في المملكة المتحدة، وتوفي في 29 يوليو 1926. لعب مع برادفورد سيتي وتوتنهام هوتسبير وستوك سيتي ونادي بارنسلي ونادي بريستول سيتي ونادي هيبرنيان وSt Bernard's F.C. ‏ وBathgate F.C. ‏.